# E. V. Ramasami

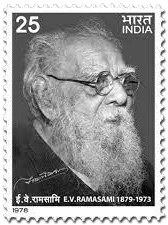
E. V. Ramasami

E. V. Ramasami (Erode Venkata Ramasami Naicker; auch Ramasamy, Ramaswamy; Tamil ஈ. வெ. ராமசாமி Ī. Ve. Rāmacāmi [ˈraːməsaːmi]; * 17. September 1879 in Erode; † 24. Dezember 1973 in Vellore), genannt Periyar (பெரியார் Periyār [ˈpeɾijaːr] ‚der Große‘) war ein Politiker und Aktivist aus dem indischen Bundesstaat Tamil Nadu. Er war einer der Vordenker der Dravidischen Bewegung, die Anfang des 20. Jahrhunderts in Tamil Nadu entstand und eine eigenständige Identität der Tamilen als „Draviden“ im Gegensatz zu den „Ariern“ Nordindiens postulierte.
Ramasami vertrat eine radikale sozialreformerische und nationalistische Ideologie: Er widersetzte sich dem Einfluss der Brahmanen und forderte eine generelle Abschaffung des Kastensystems. Ebenso forderte er die Abschaffung des Hinduismus und lehnte darüber hinaus die Religion als solche ab. Ausgehend vom Gegensatz einer „dravidischen“ und „arischen“ Kultur lehnte er alle „arischen“ Einflüsse ab und forderte für die „Draviden“ Südindiens einen unabhängigen Staat Dravida Nadu.
Nach ersten politischen Aktivitäten in der Kongresspartei führte Ramasami ab 1927 die Selbstachtungsbewegung (Self-Respect Movement) an, aus der 1944 die Organisation Dravidar Kazhagam (DK) hervorging. Ramasami nahm mit seinen Organisationen nicht an Wahlen teil, sondern konzentrierte sich auf politische Agitation und propagandistische Aktivitäten. Aus der DK ging aber 1949 die Partei Dravida Munnetra Kazhagam (DMK) hervor, welche die Dravidische Bewegung später in Tamil Nadu an die Macht brachte und heute zusammen mit der DMK-Abspaltung AIADMK die Politik Tamil Nadus prägt.

## Leben

### Herkunft und frühe Jahre (1879–1920)
Ramasami wurde am 17. September 1879 in Erode, einer Stadt im Norden des heutigen indischen Bundesstaates Tamil Nadu, als Sohn von Venkata Naicker und Chinna Thayammal alias Muthammal geboren. Sein Vater war ein reicher Händler und orthodoxer vishnuitischer Hindu. Die Familie war kanaresischer Abstammung und gehörte zu den Balija Naidu, einer gesellschaftlich bessergestellten Shudra-Kaste. Den Namenszusatz Naicker, der auf die Zugehörigkeit zu dieser Kaste hinwies, legte Ramasami später als Zeichen seiner Ablehnung des Kastenwesens ab. Allgemein ist Ramasami unter dem Namen Periyar („der Große“) bekannt, ein Ehrenname, den er 1938 verliehen bekam.
Der junge Ramasami genoss nur eine einfache Schulbildung. Schon im Alter von zehn Jahren nahm ihn sein Vater von der Schule, weil er dort mit Jungen aus niederen Kasten Umgang pflegte. Fortan beteiligte sich Ramasami an den Geschäften seines Vaters. Gemäß dem traditionellen hinduistischen Brauch heiratete Ramasami jung: 1898 ehelichte er die damals 13-jährige Nagammal. Im Jahr 1900 wurde dem Ehepaar eine Tochter geboren, die aber im Alter von fünf Monaten starb. Es sollte Ramasamis einziges Kind bleiben.
Im Alter von 25 Jahren wurde Ramasami, der als Händler mittlerweile ein beträchtliches Vermögen angehäuft hatte, zum Sadhu (wandernden Asketen). Während seiner Pilgerreisen besuchte er unter anderem die heilige Stadt Varanasi (Benares). Dort machte er negative Erfahrungen mit der brahmanischen Priesterschaft, die in seinen Augen die Massen ausbeutete, und so kehrte er von der Hindureligion entfremdet nach Erode zurück. Bald zeigten sich erste Zeichen einer Ablehnung hinduistischer Traditionen, etwa als er seine jung verwitwete Nichte zur Wiederheirat ermutigte. Gleichwohl arrangierte sich Ramasami mit dem Hindu-Establishment und war unter anderem Vorsitzender eines örtlichen Tempelverwaltungskomitees.

### Erste politische Aktivitäten in der Kongresspartei (1920–1927)

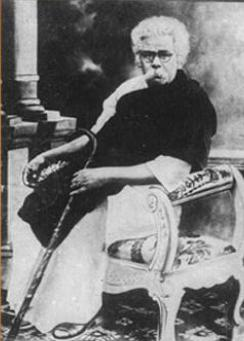
E. V. Ramasami in den Anfangsjahren der Selbstachtungsbewegung

Nach ersten lokalpolitischen Aktivitäten in seiner Heimatstadt Erode schloss sich Ramasami unter dem Einfluss C. Rajagopalacharis 1920 dem Indischen Nationalkongress an, der zu jener Zeit unter der Leitung Mahatma Gandhis für die Unabhängigkeit Indiens eintrat. Als linientreuer Kongressanhänger trug er demonstrativ Khadi-Kleidung, propagierte die Prohibition und trat gegen die Zusammenarbeit mit den Briten ein. Er stieg bald zu einem der wichtigsten nichtbrahmanischen Kongress-Politiker in Tamil Nadu auf. In der Kongresspartei trat Ramasami vehement für die Rechte von Niedrigkastigen ein: 1924 wurde er bekannt, als er sich bei einer von Gandhi initiierten Satyagraha-Aktion (ziviler Ungehorsam) zugunsten von Unberührbaren in Vaikom, einer Kleinstadt im heutigen Bundesstaat Kerala, beteiligte und für mehrere Monate inhaftiert wurde. Sein Eintreten brachte ihm den Beinamen „Held von Vaikom“ ein.
Schon bald zeigten sich Differenzen zwischen der von Brahmanen dominierten Kongresspartei und Ramasami. 1925 protestierte Ramasami in der sogenannten Gurukulam-Kontroverse gegen die separate Speisung von brahmanischen und nichtbrahmanischen Schülern in einer vom Kongress unterhaltenen traditionellen Schule (gurukulam) in der Stadt Kallidaikurichi. Im selben Jahr forderte er auf einem Parteitag in Kanchipuram Quoten für Nichtbrahmanen in der Legislative und im öffentlichen Dienst. Dabei zeigte sich für ihn, wie schwierig es sein würde, die Rechte von Nichtbrahmanen in der Kongresspartei voranzutreiben. 1927 kam es schließlich zum Streit zwischen Ramasami und Mahatma Gandhi, als dieser bei einer Südindien-Reise öffentlich für das orthodoxe Kastensystem als Grundlage der Gesellschaft eintrat. Die Differenzen schienen für Ramasami so unüberwindbar, dass er sich entschloss, aus der Kongresspartei auszutreten.

### Selbstachtungsbewegung und Justice Party (1927–1944)

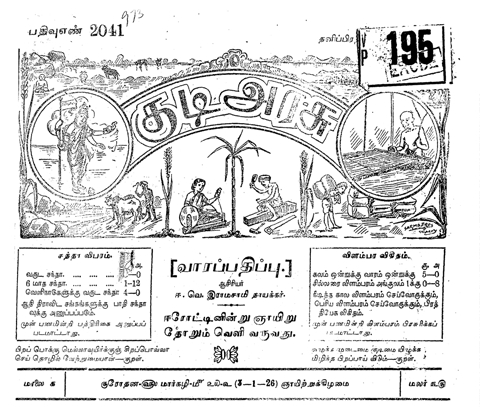
Titelseite von Ramasamis Zeitschrift Kudi Arasu von 1926

Nach seinem Austritt aus der Kongresspartei 1927 konzentrierte sich Ramasami auf die Selbstachtungsbewegung (Self-Respect Movement / Suyamariathai Iyakkam), deren Vorsitz er bereits ein Jahr zuvor übernommen hatte. Die Selbstachtungsbewegung war eine sozialreformerische Bewegung mit dem erklärten Ziel, Nichtbrahmanen ein Gefühl von „Selbstachtung“ auf Grundlage ihrer dravidischen Identität zu verschaffen und gegen die postulierte gesellschaftliche Übermacht der Brahmanen anzukämpfen. Die Selbstachtungsbewegung war nicht in das parteipolitische Geschäft eingebunden, sondern agierte mit öffentlichen Kampagnen und propagandistischen Aktivitäten. Während seiner Zeit in der Selbstachtungsbewegung vertrat Ramasami eine zunehmend radikale Ideologie und begann den Gegensatz zwischen Ariern und Draviden sowie seine Ablehnung des orthodoxen Hinduismus zu formulieren. Als Sprachrohr dienten Ramasami dabei die Zeitschrift Kudi Arasu („Volksherrschaft“), die er bereits 1924 gegründet hatte, sowie ab 1935 die Zeitschrift Viduthalai („Befreiung“). 1931 brach Ramasami zu einer elfmonatigen Reise auf, in deren Verlauf er mehrere europäische Länder besuchte. In der Sowjetunion kam er in Kontakt mit sozialistischem Gedankengut, das er in der Folgezeit in seine Schriften einfließen ließ.
1937 beteiligte sich Ramasami an den Anti-Hindi-Protesten, die auf die Entscheidung der neu gewählten Kongress-Regierung der Provinz Madras folgten, die nordindische Sprache Hindi zu einem Pflichtfach an den Schulen zu machen. Während die Kongresspartei das Hindi als gesamtindische Lingua franca propagierte, betrachtete Ramasami das Hindi als arische Sprache und seine Einführung als brahmanisch-nordindische Verschwörung gegen das Tamil. Als treibende Kraft der Anti-Hindi-Proteste wurde Ramasami zu einer Gefängnisstrafe verurteilt. Im Zusammenhang mit den Anti-Hindi-Protesten erhob er 1938 erstmals die Forderung nach einem unabhängigen Dravidenstaat: Analog zu der zu jener Zeit von der Muslimliga geforderten Gründung Pakistans sollten die Draviden einen eigenen Staat Dravida Nadu („dravidisches Land“) bekommen.

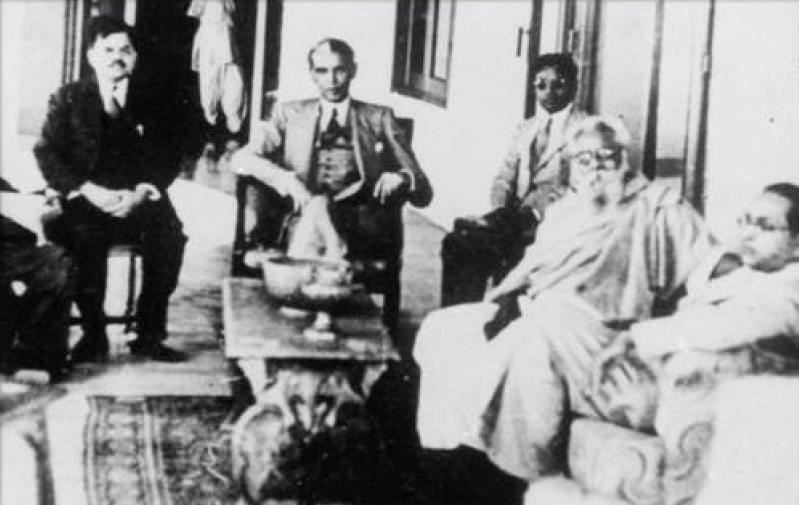
E. V. Ramasami mit Muhammad Ali Jinnah und B. R. Ambedkar (1940)

Bereits ab 1935 hatte sich Ramasami der Justice Party zugewandt. Die 1917 gegründete Justice Party wurde von Nichtbrahmanen getragen, die größtenteils aus bessergestellten landbesitzenden und Händler-Kasten stammten. Die Justice Party stellte von 1920 bis 1926 sowie erneut von 1930 bis 1937 die Regierung der Provinz Madras. Wie die Selbstachtungsbewegung, vertrat die Justice Party ein dezidiert anti-brahmanisches Programm und propagierte die dravidische Identität der Nichtbrahmanen, doch war sie in ihrer Ideologie deutlich weniger radikal. Während die Selbstachtungsbewegung auch unter den unteren Schichten Unterstützung genoss, gelang es der Justice Party, die vor allem für die Interessen der Elite-Nichtbrahmanen eintrat, nicht, eine Massenbasis aufzubauen. Nachdem sie 1937 bei den Wahlen zum Provinzparlament eine vernichtende Niederlage gegen die Kongresspartei erlitten hatte, hoffte die Justice Party von der Popularität Ramasamis zu profitieren und trug diesem den Parteivorsitz an. 1938 wurde Ramasami, der zu diesem Zeitpunkt noch wegen seiner Beteiligung an den Anti-Hindi-Protesten in Haft saß, zum Vorsitzenden der Justice Party gewählt.

### Gründung der DK und Abspaltung der DMK (1944–1949)
Gegen parteiinterne Widerstände gelang es Ramasami, die Justice Party unter seine Kontrolle zu bringen und nach seinen Vorstellungen umzuformen. 1944 setzte er durch, dass sich die Selbstachtungsbewegung und die Justice Party unter zur Organisation Dravidar Kazhagam (DK) vereinigten. Die DK beschloss, nicht an Wahlen teilzunehmen, schrieb sich die Forderung nach einem unabhängigen Dravida Nadu auf die Fahnen. Sie nahm als ihr Symbol eine schwarze Flagge mit einem roten Kreis an, die den traurigen Zustand der unterdrückten Draviden und die Hoffnung auf ein unabhängiges Dravida Nadu symbolisieren sollte. Ihre Mitglieder sollten als Erkennungszeichen schwarze Hemden tragen. Mit der Gründung der DK war es Ramasami gelungen, die alte Honoratiorenpartei Justice Party in eine schlagkräftige Massenorganisation umzuwandeln.

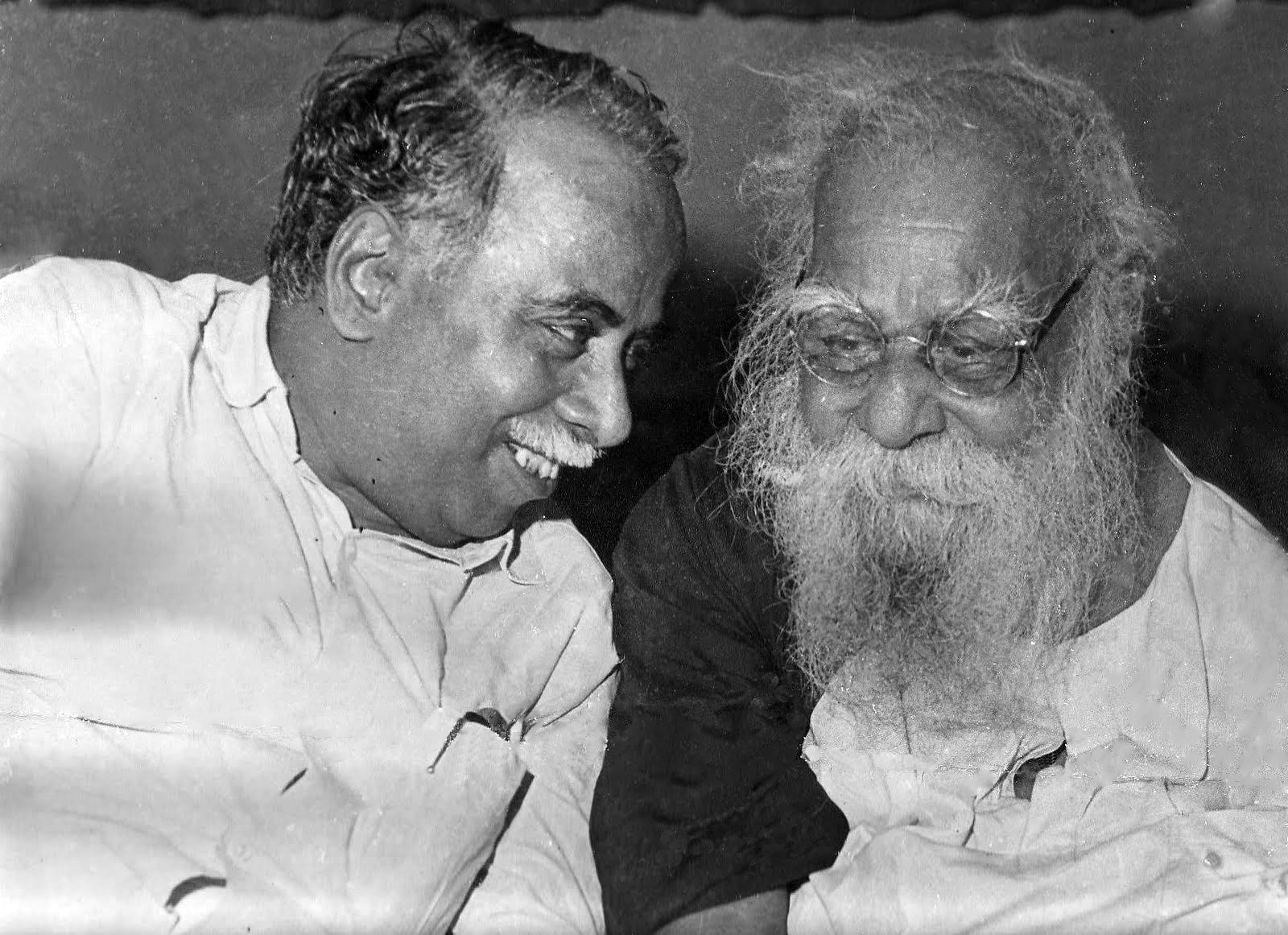
C. N. Annadurai und E. V. Ramasami

Zum zweiten Mann in der DK wurde der aufstrebende C. N. Annadurai, der bereits in der Justice Party unter Ramasamis Führung zum Generalsekretär aufgestiegen war. Schon bald aber zeigten sich Konflikte zwischen Ramasami und Annadurai, der sich im Gegensatz zu Ramasami für die Teilnahme an Wahlen aussprach. Als E. V. Ramasami 1947 den indischen Unabhängigkeitstag zu einem Trauertag erklärte, weil er im unabhängigen Indien die Dominanz von Brahmanen und Nordindern befürchtete, stellte sich Annadurai öffentlich gegen ihn, weil er erkannte, dass die unpopuläre Ablehnung der Unabhängigkeit die DK um die Mehrheitsfähigkeit bringen würde. Letztlich kam es wegen Ramasamis zunehmend autoritären Führungsstils zum Bruch. Nachdem seine erste Frau Nagammal bereits 1933 verstorben war, heiratete Ramasami 1949 seine Sekretärin Maniammai und erklärte sie zu seiner Nachfolgerin. Daraufhin verließ Annadurai die DK und gründete eine eigene Partei, die Dravida Munnetra Kazhagam (DMK). Annadurai begründete seinen Schritt damit, Ramasami habe durch seine Hochzeit mit der über 40 Jahre jüngeren Maniammai das von ihm selbst stets befürwortete Prinzip der Gleichheit in der Ehe verletzt.

### Politische Aktivitäten in den späten Lebensjahren (1949–1973)
Nach der Abspaltung der DMK hielt Ramasami an seinem Prinzip der Nichtteilnahme an Wahlen fest und setzte seine propagandistischen Tätigkeiten fort. Obwohl die DK nicht an Wahlen teilnahm, mischte sich Ramasami in das parteipolitische Geschäft ein, indem er Wahlkampf für Kandidaten politischer Parteien machte. Bei den ersten Parlamentswahl in Madras nach der Unabhängigkeit unterstützte er 1952 die Communist Party of India, um sich einerseits der Kongresspartei entgegenzustellen und andererseits den Aufstieg der DMK zu behindern. Nachdem 1954 aber der niedrigkastige und aus einfachen Verhältnissen stammende K. Kamaraj den konservativen Brahmanen C. Rajagopalachari an der Spitze der Kongresspartei in Madras abgelöst hatte, änderte Ramasami seine Einstellung zur Kongresspartei und wandte sich Kamaraj zu. Bei den Bundesstaatswahlen 1957 und 1962 unterstützte Ramasami die Kongresspartei, die aus beiden Wahlen als Siegerin hervorging, und machte Wahlkampf gegen die DMK, die aber gleichwohl zur stärksten Oppositionskraft aufstieg. Selbst nachdem 1963 Kamaraj, der als Vorsitzender der gesamtindischen Kongresspartei nach Neu-Delhi wechselte, in Madras von dem glücklosen M. Bhaktavatsalam abgelöst worden war und 1965 massive Proteste gegen die Pläne der Kongress-geführten Zentralregierung, Hindi zur alleinigen Amtssprache Indiens zu machen, ausbrachen, hielt Ramasami zur Kongresspartei. Als aber 1967 die DMK die Bundesstaatswahlen in Madras gewann und Annadurai zum Regierungschef wurde, versöhnte sich Ramasami mit Annadurai und sagte der DMK seine Unterstützung zu. Nach Annadurais Tod übertrug er seine Unterstützung auf dessen Nachfolger M. Karunanidhi, dem er auch nach der Abspaltung der Anna Dravida Munnetra Kazhagam (ADMK) unter M. G. Ramachandran im Jahr 1972 treu blieb.
Ramasami verstarb am 24. Dezember 1973 im Alter von 94 Jahren im christlichen Krankenhaus von Vellore. Am nächsten Tag wurde er in Madras (Chennai) beigesetzt. Nach Ramasamis Tod übernahm seine Frau Maniammai die Führung der DK.

## Ideologie
Ramasamis Ideologie beruht auf drei Säulen: Ablehnung des Kastenwesens, Kritik am Hinduismus und dravidischer respektive tamilischer Nationalismus. Das Kernstück von Ramasamis Ideologie ist die Ablehnung der Kaste der Brahmanen, also der Anti-Brahmanismus. Praktisch alle Standpunkte, die Ramasami vertrat, lassen sich auf seinen Anti-Brahmanismus zurückführen und bleiben stets eng mit diesem verknüpft.

### Anti-Brahmanismus und Ablehnung des Kastenwesens
Für Ramasami bilden die Brahmanen, die nach dem normativen Varna-Modell die höchste Stellung im Kastensystem haben, eine gesellschaftlich dominierende Gruppe, die das von ihnen geschaffene Kastenwesen benutzt, um die große Masse der Nichtbrahmanen auszubeuten. Diese Dominanz sei zu brechen, das Kastenwesen als Werkzeug der brahmanischen Unterdrückung zu zerschlagen. Ramasamis anti-brahmanische Einstellung kulminiert in dem überlieferten Ausspruch „Wenn du die Wahl hast, einen Brahmanen oder eine Schlange zu töten, verschone die Schlange“.
Ramasami mag in seinen Einstellungen, mindestens aber seiner Rhetorik besonders radikal gewesen sein, die Ablehnung der postulierten Vormachtstellung der Brahmanen war aber nicht nur für ihn, sondern für die gesamte Frühzeit der Dravidischen Bewegung von zentraler Bedeutung: Der Konflikt zwischen Nichtbrahmanen und Brahmanen war in der ersten Hälfte des 20. Jahrhunderts der dominierende Faktor in der Politik des Bundesstaates Madras. Hintergrund war der gesellschaftliche Wandel während der britischen Kolonialzeit: Die Brahmanen, die nur drei Prozent der Bevölkerung des damaligen Bundesstaates ausmachten, nutzten die Möglichkeiten, die ihnen das britische Bildungswesen bot, und konnten so eine dominierende Stellung in Verwaltung und Politik erreichen. Gleichzeitig untergrub die Urbanisierung die Stellung der bis dahin gesellschaftlich einflussreichen landbesitzenden Kasten, die nach dem Varna-Modell zum niedrigsten Stand der Shudras gehören. Unter diesen entwickelten sich durch die Unzufriedenheit mit der Vormachtstellung der Brahmanen der Anti-Brahmanismus und das Konzept einer „nichtbrahmanischen“ Identität.
Für Ramasami führte der Anti-Brahmanisms zur radikalen Forderung nach einer generellen Abschaffung des Kastenwesens und der Unberührbarkeit. In seiner Agitation gegen das Kastenwesen kristallisieren sich dabei drei Forderungen heraus: Die Einführung von Quoten für Nichtbrahmanen, das Recht für Unberührbare zum Tempelbesuch und die Zulassung von Unberührbaren als Tempelpriester.

### Dravidischer Nationalismus und Separatismus
Ramasami vertrat einen dravidischen Nationalismus, der von dem Gegensatz zwischen einer „dravidischen“ oder tamilischen und „arischen“ Kultur ausgeht. Die Begriffe „arisch“ und „dravidisch“ waren geprägt worden, nachdem im späten 18. bzw. frühen 19. Jahrhundert die Existenz der indogermanischen und der dravidischen Sprachfamilie entdeckt worden war (zu ersterer gehören die meisten Sprachen Europas ebenso wie die Nordindiens, zur letzteren Tamil und die übrigen Sprachen Südindiens). Aus diesen Erkenntnissen der vergleichenden Sprachwissenschaft wurde geschlossen, indogermanische Stämme, die sich als „Arier“ bezeichneten, seien von außen nach Indien eingewandert und hätten die einheimischen „Draviden“ unterjocht. Rassisch umgedeutet führten diese Theoriebildungen in Europa letztlich zur Arier-Ideologie der Nationalsozialisten. Aber auch in Indien wurden die Konstrukte „Arier“ und „Draviden“ in identitätsstiftende Diskurse übernommen. So übernahmen die Vertreter der Dravidischen Bewegung wie Ramasami eine „dravidische“ Identität. Die „dravidische“ Kultur wurde gegenüber der „arischen“ als eigenständig, die „Draviden“ mit Verweis auf die arische Einwanderungstheorie als Urbevölkerung Indiens und die „Arier“ als von außen gekommene Fremdlinge angesehen.

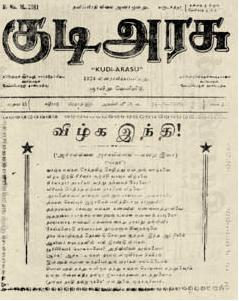
Titelseite von E. V. Ramasamis Zeitschrift Kudi Arasu aus dem Jahr 1939 mit einem Leitartikel mit dem Titel „Nieder mit Hindi!“

Der dravidische Nationalismus Ramasamis äußerte sich in einer Ablehnung von allem, was er als „arische“ Einflüsse betrachtete: Den Hinduismus betrachtete er als eine „arische“ Religion, der Einfluss der indischen Zentralregierung war für ihn „arische“ Politik. Das Sanskrit als Kultsprache in den Tempeln lehnte er ebenso ab wie das Hindi als indische Nationalsprache. Vor allem aber identifizierte Ramasami die Brahmanen als Träger der „arischen“ Kultur, folglich konnten für ihn nur Nichtbrahmanen echte „Draviden“ bzw. Tamilen sein. Dabei unterschied er kaum zwischen den Begriffen „Tamile“ und „Dravide“ – letzterer schließt auch Sprecher des Telugu, Kannada und Malayalam mit ein, die sich in der Regel aber nicht mit dem im Wesentlichen auf die tamilischsprachigen Gebiete beschränkten dravidischen Nationalismus identifizierten.
Als Konsequenz seines dravidischen Nationalismus entwickelte Ramasami eine separatistische Position.
1938 formulierte er erstmals die Forderung nach einem unabhängigen Dravidenstaat Dravida Nadu. Analog zu der zu jener Zeit von den indischen Muslimen geforderten Gründung Pakistans sollten die „Draviden“ einen eigenen Staat bekommen. Die indische Unabhängigkeit lehnte Ramasami vor 1947 dagegen ab, da ein unabhängiges Indien seiner Meinung nach wahlweise von Brahmanen oder von Nordindern dominiert sein würde. Den indischen Unabhängigkeitstag und den Tag der Republik erklärte Ramasami zu Trauertagen.

### Verhältnis zur tamilischen Sprache
Im Gegensatz zu den späteren Akteuren der Dravidischen Bewegung, die die Sprache zum wichtigsten Identifikationsmerkmal erhoben, die Größe der alten tamilischen Literatur und Kultur glorifizierten und das Tamil geradezu vergöttlichten, maß Ramasami der Sprache keinen besonderen Wert bei. Teilweise äußerte er sich sogar geradezu negativ über das Tamil, das für ihn eine „unzivilisierte“ Sprache darstellte, die dem Fortschritt entgegenstehe und daher am besten durch das Englische ersetzt werden sollte. Auch die alte Tamilliteratur lehnte er, mit Ausnahme des ethisch-moralischen Lehrgedichts Tirukkural, als Ausdruck einer primitiven Gesellschaftsordnung ab. Dennoch wird Ramasami heute im Kontext des tamilischen Sprachnationalismus vor allem wegen seiner Anti-Hindi-Aktivitäten unter weitgehender Ausblendung seiner kritischen Positionen als Kämpfer für die „Sache des Tamil“ verehrt.
Bereits 1935 schlug Ramasami eine Reform der tamilischen Schrift vor, bei der eine Reihe von Silbenzeichen durch regelmäßigere Formen ersetzt werden sollten. Die Reform wurde 1978 von der Regierung des Bundesstaates Tamil Nadu offiziell angenommen und hat sich heute allgemein durchgesetzt.

### Religionskritik und Atheismus
Ramasamis Anti-Brahmanismus und dravidischer Nationalismus führten dazu, dass er den Hinduismus als eine von den Brahmanen eingeführte bzw. aus dem „arischen“ Kulturkreis stammende Religion ansah. Mehr noch, für ihn war der Hinduismus der Grund für die Existenz des Kastensystems und ein Werkzeug zur Aufrechterhaltung der brahmanischen Dominanz. In einem Interview formulierte Ramasami seine Sicht des Hinduismus folgendermaßen: „Der Hinduismus ist keine Religion. Er ist von einer kleinen Gruppe für ihre eigenen Machtinteressen gegründet worden und beruht auf dem Unwissen, dem Analphabetismus und der Ausbeutung des Volkes.“
Moderatere Kräfte in der Dravidischen Bewegung teilten zwar Ramasamis Ablehnung des brahmanischen Hinduismus, traten aber für eine Reform des Hinduismus ein und wandten sich etwa dem tamilischen Neo-Shivaismus zu, der sich auf einen angeblich vorarischen monotheistischen Shivaismus als ursprüngliche „Religion der Tamilen“ rückbesann. Für Ramasami führte der Anti-Brahmanismus dagegen zu einer generellen Ablehnung des Hinduismus und der Religion als solcher. Diese Einstellung formulierte er unmissverständlich in seinem bekannten Ausspruch „Es gibt keinen Gott, es gibt keinen Gott, es gibt absolut keinen Gott“. Ramasami bezeichnete sich aber selbst nicht als Atheist, sondern als Rationalist. Er kritisierte vor allem die hinduistische Gottesvorstellung und den Ritualismus als irrational. Als Alternative zu hinduistischen Riten versuchte Ramasami areligiöse Zeremonien wie die sogenannten „Selbstachtungsheiraten“ (self-respect marriages) einzuführen.
In seiner Kritik des Hinduismus setzte sich Ramasami stark mit den Epen Mahabharata und Ramayana sowie den Puranas auseinander, aber kaum mit religiös-philosophischen Texten wie den Upanishaden oder der Bhagavadgita. Vielmehr versuchte er, die Götter lächerlich zu machen und die hinduistische Mythologie negativ darzustellen. Vor allem das Ramayana, die Geschichte von dem als Gott verehrten Rama, griff Ramasami immer wieder scharf an und deutete es unter den Vorzeichen der dravidischen Ideologie als Beschreibung eines Kampfes zwischen den „Ariern“, geführt von Rama, und den „Draviden“, repräsentiert durch die Dämonen unter Ravana. Diese Umdeutung ging so weit, dass Ravana als der eigentliche Held des Ramayana glorifiziert und Rama zum Schurken degradiert wurde.
Ramasamis Religionskritik zielte vor allem auf den Hinduismus ab. Seine Einstellung zu anderen Religionen war dagegen widersprüchlich. Während er sich anfangs durchaus positiv über den Islam und das Christentum äußerte und sie als rational und egalitär darstellte, übte er später scharfe Kritik etwa an der christlichen Vorstellung vom Menschensohn und der jungfräulichen Geburt. Dem Buddhismus gegenüber war Ramasami wohlwollend eingestellt, weil dieser für ihn keine Religion, sondern eine rationalistische und egalitäre Philosophie darstellte. Ramasami hatte große Sympathien für den von B. R. Ambedkar begründeten Dalit-Buddhismus, der die Emanzipation der Kastenlosen durch Übertritt zum Buddhismus propagierte. Er lehnte es aber ab, selbst zu konvertieren.

## Nachleben

### Politisches Erbe

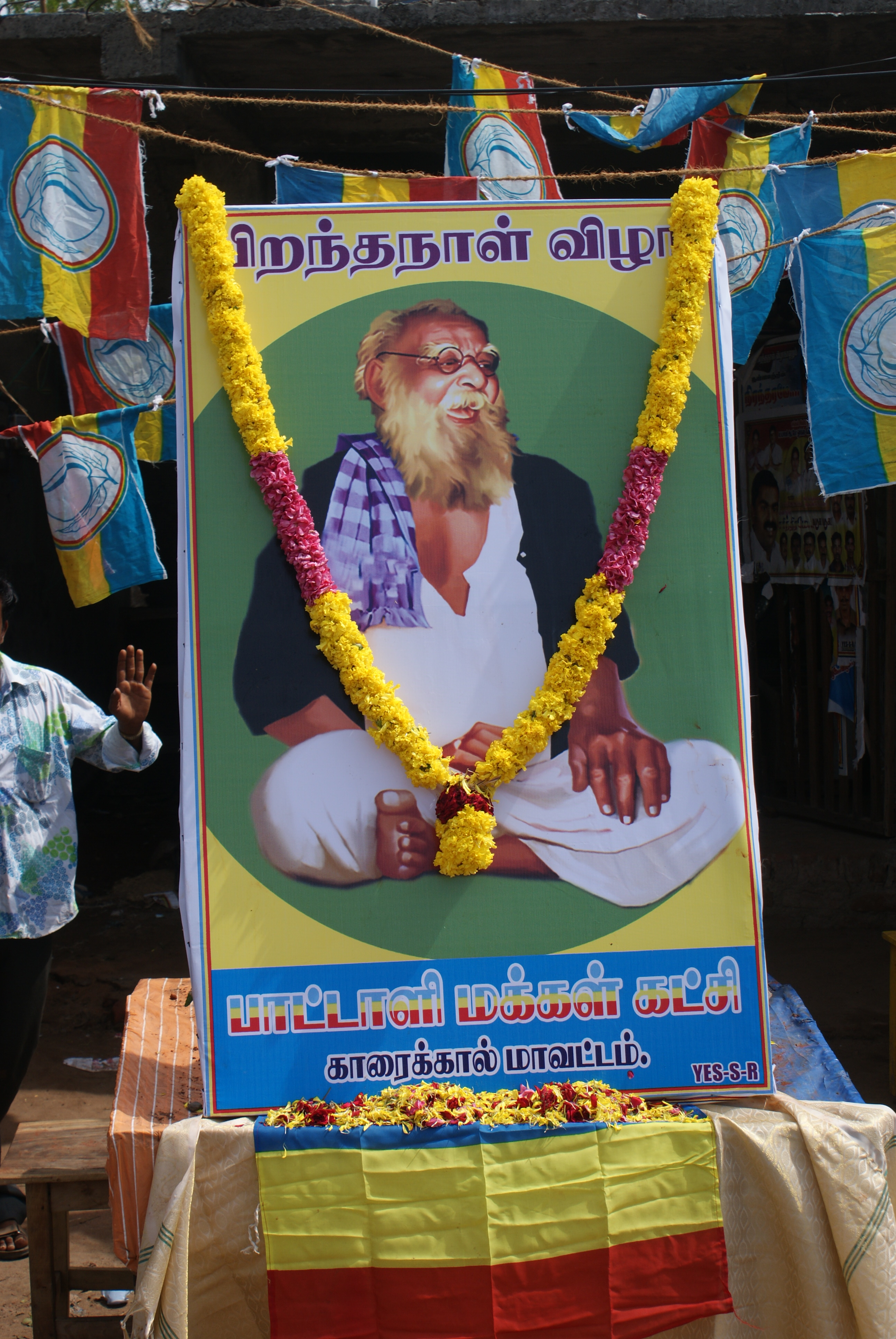
Veranstaltung der PMK-Partei anlässlich des Jahrestages von E. V. Ramasamis Geburtstag

Ramasami war einer der geistigen Väter der Dravidischen Bewegung und bereitete den sogenannten dravidischen Parteien den Weg an die Macht im Bundesstaat Tamil Nadu. Die von Ramasami gegründete DK besteht bis heute fort und wird seit dem Tod von Ramasamis Ehefrau Maniammai von K. Veeramani geleitet. Die DMK-Partei, die unter C. N. Annadurai aus der DK entstand, scharte bald eine große Anhängerschaft um sich und konnte erstmals 1967 die Parlamentswahlen in Tamil Nadu gewinnen. 1972 spaltete sich unter M. G. Ramachandran die Partei ADMK (später umbenannt in AIADMK) von der DMK ab und löste diese 1977 als Regierungspartei ab. Bis heute wechseln sich DMK und AIADMK in Tamil Nadu an der Macht ab. Kleinere dravidische Parteien, die gewisse Wahlerfolge erreichen konnten, sind die MDMK, die sich 1994 von der DMK abspaltete, und die 2005 gegründete DMDK.
Die DMK und AIADMK sind um der Mehrheitsfähigkeit willen von vielen radikalen Positionen Ramasamis abgewichen: Die Sezessionsforderung gab die DMK-Partei bereits 1962 auf. Von der kompromisslosen Ablehnung der Religion bewegten sich C. N. Annadurai und die DMK in den 1960er Jahren zu einem allgemeinen Rationalismus und Säkularismus. Heute bezeichnet sich M. Karunanidhi, seit 1969 Vorsitzender der DMK, noch als Atheist, doch haben M. G. Ramachandran ebenso wie seine Nachfolgerin als AIADMK-Führerin, J. Jayalalithaa, der Religionskritik abgeschworen und des Öfteren öffentlichkeitswirksam Tempelbesuche inszeniert. Auch die Kastenfrage ist in den Hintergrund getreten. Statt einer generellen Abschaffung des Kastenwesens wird seit den 1960er Jahren Chancengleichheit für alle Kasten und die Förderung der unteren Kasten gefordert. Annadurai sprach sich in der Tradition Ramasamis weiterhin gegen den „Brahmanismus“ als Haltung, nicht aber gegen individuelle Brahmanen aus und öffnete den Brahmanen den Zugang zur DMK. Die AIADMK-Führerin Jayalalithaa war sogar selbst Brahmanin.
Trotz aller inhaltlichen Positionsänderungen sehen sich die dravidischen Parteien nach wie vor in der Tradition Ramasamis. So äußerte Karunanidhi im Jahr 2010, die DMK sei die „Erbin der Ideale Periyars [Ramasamis] und Anna[durai]s“. Als die AIADMK-Führerin Jayalalithaa im Mai 2015 nach einer vorübergehenden Amtsenthebung wegen Korruptionsvorwürfen in das Amt des Chief Ministers zurückkehrte, machte sie als erste Amtshandlung den Statuen M. G. Ramachandrans, C. N. Annadurais und E. V. Ramasamis ihre Aufwartung. Auch die MDMK und DMDK berufen sich auf das Erbe Ramasamis: Sein Konterfei ist auf den Webseiten beider Parteien an prominenter Stelle platziert.
Außerhalb Tamil Nadus ist Ramasamis Engagement gegen Unberührbarkeit und Kastensystem von der Dalit-Bewegung gewürdigt worden. So ließ die Dalit-Politikerin Mayawati, Chefministerin des nordindischen Bundesstaates Uttar Pradesh und Führerin der Bahujan Samaj Party (BSP), 1995 ein Periyar-Festival veranstalten. 2002 musste die BSP Pläne, eine Statue Ramasamis in Lucknow aufzustellen, nach Protesten ihres hindunationalistischen Koalitionspartners Bharatiya Janata Party (BJP) zurückziehen.

### Würdigungen und Kontroversen

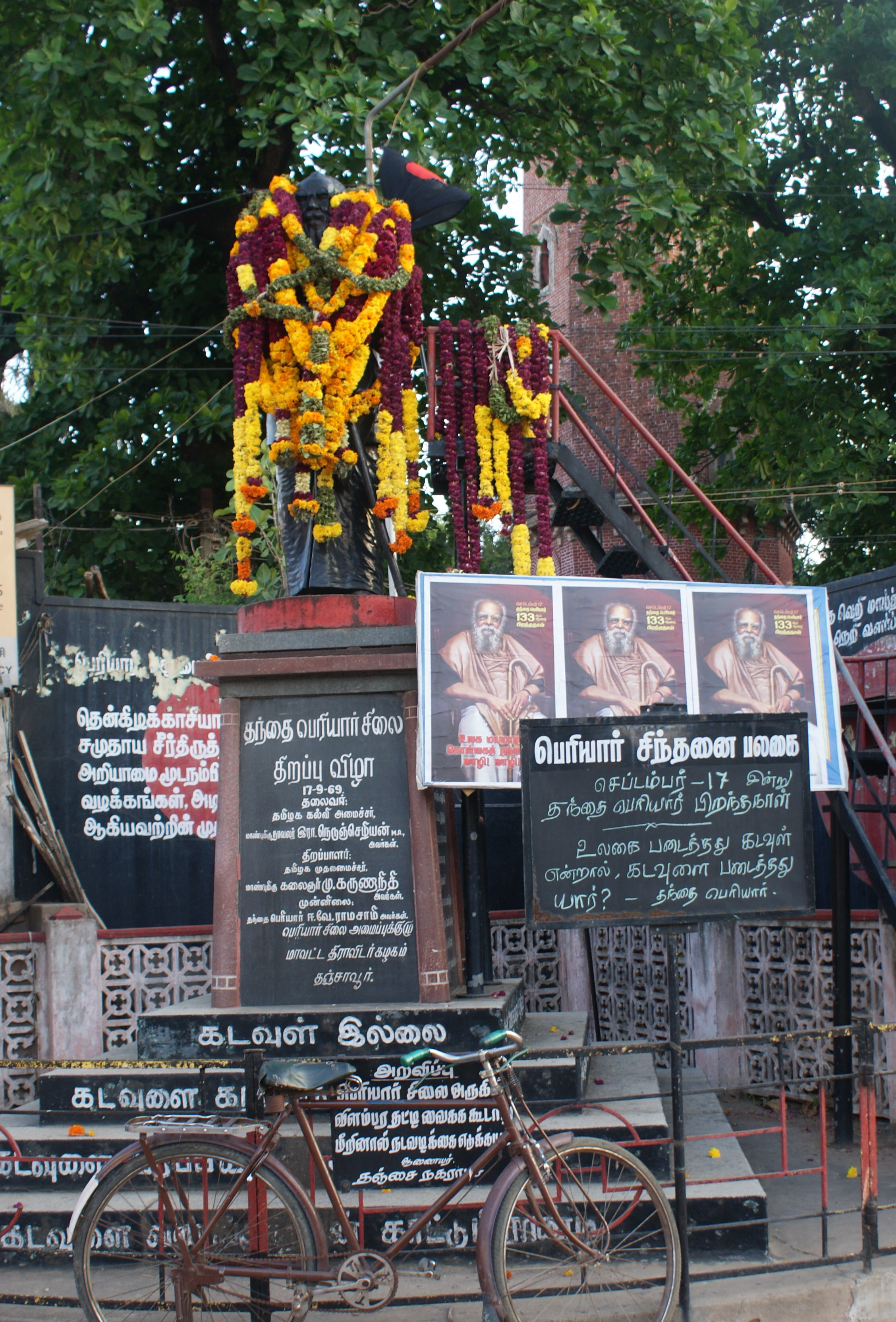
Mit Blumenkränzen behangene Statue E. V. Ramasamis in Thanjavur

Ramasami wird in Tamil Nadu bis heute als Ikone der Dravidischen Bewegung verehrt. In praktisch allen Städten Tamil Nadus stehen Statuen von ihm, die anlässlich des Jahrestages seines Geburtstages regelmäßig mit Blumen bekränzt werden. Verschiedene Institutionen sind nach Ramasami benannt worden, darunter die Periyar University in der Stadt Salem, auch wurde die Poonamallee High Road, eine der Hauptstraßen Chennais, offiziell in E. V. R. Periyar Salai umbenannt. Ramasamis Geburtshaus in Erode wurde zu einer Gedenkstätte umgewandelt. Auch die gesamtindische Regierung würdigte Ramasami 1979 durch eine Briefmarke mit seinem Porträt. 2007 wurde das Leben Ramasamis unter dem Titel Periyar verfilmt. Der Film des Regisseurs Gnana Rajasekaran gewann den National Film Award in der Kategorie „Bester Film in Tamil“.
Gleichwohl ist Ramasami immer noch eine kontroverse Figur. Beispielhaft sind die Vorgänge, die sich 2006 in der Tempelstadt Srirangam abspielten: Dort wurde eine Statue Ramasamis, die an prominenter Stelle vor dem Haupteingang des Sri-Ranganathaswamy-Tempels aufgestellt werden sollte, noch vor ihrer Enthüllung durch Vandalismus mutmaßlicher Aktivisten der hindunationalistischen Organisation Hindu Makkal Katchi beschädigt. Es folgten Ausschreitungen von Sympathisanten Ramasamis gegen Hindu-Stätten an verschiedenen Orten Tamil Nadus.